# Día Mundial del Atún
El Día Internacional del Atún es una fecha que se conmemora anualmente el 2 de mayo desde 2017, fue establecida el 7 de diciembre de 2016 por la Asamblea General de las Naciones Unidas (AGNU).

## Proclamación
El 7 de diciembre de 2016, la AGNU aprobó la celebración del Día Internacional del Atún a través de la resolución 71/124. La proclamación de este día tuvo como objetivo principal fomentar la conciencia sobre la necesidad de promover la gestión sostenible de las poblaciones de atún, fundamentales para el desarrollo sostenible, la seguridad alimentaria y la economía de muchas comunidades alrededor del mundo.

## Celebración
Este día se celebra anualmente el 2 de mayo. Esta fecha fue elegida para destacar la importancia de la gestión pesquera sostenible de las poblaciones de atún. El primer año en que se conmemoró este día fue en 2017, marcando el inicio de un esfuerzo continuado para sensibilizar sobre la sobreexplotación de este recurso marino y su impacto en el ecosistema.